# Fermo Rocca
Fermo Rocca (Mantova, 12 febbraio 1846 – Mantova, 9 settembre 1911) è stato un politico e avvocato italiano, deputato del Regno d'Italia dal 1897 al 1904, sindaco di Mantova dal 1893 al 1895.